# Dragon Age: Dawn of the Seeker
Dragon Age: Dawn of the Seeker (jap. ドラゴンエイジ -ブラッドメイジの聖戦-, Doragon Eiji – Buraddo Meiji no Seisen für engl. Dragon Age – Blood Mage no Seisen) ist ein 2012 veröffentlichter japanischer Animationsfilm. Er basiert auf der Computer-Rollenspielserie Dragon Age des kanadischen Entwicklerstudios BioWare. Die Regie führte Fumihiko Sori.

## Handlung
Schauplatz ist die Spielwelt Ferelden der Computerspielserie Dragon Age. Überall in Ferelden kommt es zunehmend zu Spannungen zwischen den Magiern und dem die rechtmäßige Ausübung der Magie kontrollierenden Orden der Templer, der der Kirche von Andraste untersteht. Ihr Ziel ist es, die Ausübung der verpönten Blutmagie zu unterbinden. Doch aus der kirchlichen Kontrolle wird zunehmend eine blutige Unterdrückung, unter anderem ausgelöst durch korrupte Mitglieder des Templerordens, die die Unzufriedenheit auch unter den gesetzestreuen Magiern schürt. Im Königreich Orlais bereitet eine Gruppe von Blutmagiern anlässlich der rituellen Zehnjahresversammlung aller Gläubigen eine Verschwörung gegen die Kirche von Andraste und den Templerorden vor. Im Zentrum der Handlung steht die in Dragon Age 2 erstmals in Erscheinung getretene Sucherin Cassandra Pentaghast, Angehörige einer Templer-Elite, die Korruption und Verrat innerhalb des Templerordens und des Zirkels der Magi aufdecken soll. Als die Blutmagier das magisch begabte Elfenmädchen Avexis aus der Obhut der Sucher entführen, wird sie des Verrats an der Kirche beschuldigt. Um ihr eigenes Leben zu retten, ist sie gezwungen, die Hintergründe der Verschwörung aufzudecken.

## Produktion und Veröffentlichung
Dragon Age: Dawn of the Seeker wurde am 7. Juni 2010 von Bioware-Mutterkonzern Electronic Arts in Zusammenarbeit mit Funimation angekündigt. Ursprünglich sollte der Film 2011 erscheinen, wurde im Juli 2011 jedoch auf März 2012 verschoben. Er wurde schließlich erstmals am 11. Februar 2012 in die japanischen Kinos gebracht. Am 29. Mai 2012 folgte die englischsprachige Veröffentlichung auf DVD und Blu-ray, am 4. Januar 2013 die deutschsprachige Fassung.

## Synchronisation
Die deutsche Synchronisation wurde von Splendid Synchron unter der Regie von Nicolás Artajo durchgeführt.
| Charakter              | Japanischer Synchronsprecher | Englischer Synchronsprecher | Deutscher Synchronsprecher |
| ---------------------- | ---------------------------- | --------------------------- | -------------------------- |
| Cassandra Pentaghast   | Chiaki Kuriyama              | Colleen Clinkenbeard        | Magdalena Turba            |
| Regalyan D'Marcall     | Shōsuke Tanihara             | J. Michael Tatum            | Marcel Collé               |
| Frenic                 | Hiroshi Iwasaki              | Chuck Huber                 | Florian Halm               |
| Oberste Klerikerin     | Kaya Matsutani               | Brina Palencia              | Julia Meynen               |
| Byron                  | Tetsuo Komura                | John Swasey                 | Axel Lutter                |
| Erster Sucher          | Takaya Hashi                 | Robert Bruce Elliott        | K. Dieter Klebsch          |
| Kommandant der Templer | Gackt                        | Christopher Sabat           | Leon Boden                 |
| Die Göttliche          | Gara Takashima               | Pam Dougherty               | Karin Buchholz             |
| Lazarro                | Hiroomi Sugino               | Mike McFarland              |                            |
| Erster Verzauberer     | Kazuaki Itō                  | Kenny Green                 |                            |
| Alte                   | Hajime Iijima                | Joel McDonald               | Michael Deffert            |
| Haydi                  | Go Shinomiya                 | Ian Sinclair                |                            |
| Anthony Pentaghast     | Eiji Miyashita               | John Burgmeier              |                            |
| Avexis                 | Nakamura Tomoko              | Monica Rial                 |                            |
| Ehrwürdige Mutter      | Junko Kitanishi              | Luci Christian              |                            |
| Erzähler               |                              |                             | Erich Räuker               |